# Heike Winzent

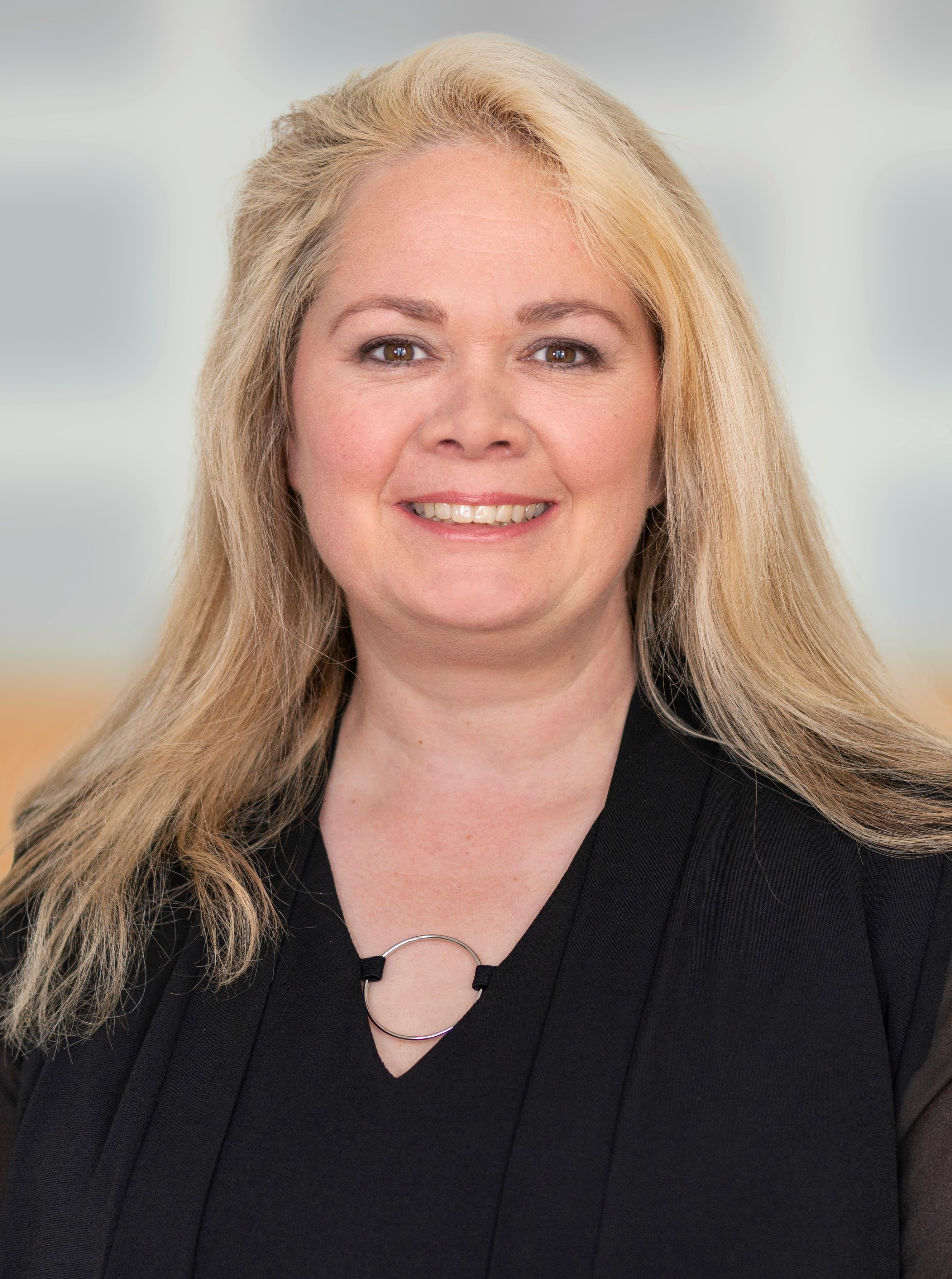
Heike Winzent (2022)

Heike Sylvia Winzent, nach der ersten Heirat Heike Becker,  (* 1. April 1976 in Neunkirchen (Saar)) ist eine deutsche Politikerin (SPD). Sie ist seit 2019 Abgeordnete im Landtag des Saarlandes und seit dem 25. April 2022 dessen Präsidentin.

## Leben
Nach der Mittleren Reife an der Maximilian-Kolbe-Schule in Neunkirchen-Wiebelskirchen absolvierte Winzent in den Jahren 1992 bis 1995 eine Berufsausbildung zur Verwaltungsfachangestellten. Sie bildete sich von 2010 bis 2012 zur Verwaltungsfachwirtin fort und war bis 2019 bei der Stadtverwaltung der Kreisstadt Neunkirchen tätig, zuletzt als Abteilungsleiterin für zentrale Verwaltungsangelegenheiten und stellvertretende Hauptamtsleiterin. Sie ist seit 1995 Mitglied der Gewerkschaft ver.di und engagiert sich für die AWO, das DRK, die DKMS und beim Zooverein Neunkirchen. Ferner wirkt sie seit August 2017 als Dozentin für Kommunalrecht an der Saarländischen Verwaltungsschule (SVS).
Winzent trat im August 2007 in die SPD ein und ist seit 2016 Mitglied im Vorstand des SPD-Stadtverbandes Neunkirchen. Des Weiteren ist sie seit 2018 Mitglied des Kommunalkomitees sowie der Kommission Parteireform der SPD Saarland.
Am 30. Oktober 2019 rückte sie für den zum Umweltstaatssekretär ernannten Abgeordneten Sebastian Thul in den saarländischen Landtag nach. Im Parlament war sie bis zum Ende der Wahlperiode im April 2022 Mitglied des Ausschusses für Eingaben, Bildung, Kultur und Medien, Wissenschaft, Forschung und Technologie sowie des Ausschusses für Umwelt und Verbraucherschutz. Bei der Landtagswahl im Saarland 2022 wurde sie erneut in den Landtag gewählt und in der konstituierenden Sitzung des Landtages am 25. April 2022 zur ersten Landtagspräsidentin in der Geschichte des Saarlandes gewählt.

## Privates
Winzent nahm in erster Ehe den Nachnamen ihres Mannes (Becker) an. Sie heiratete im Dezember 2023 in zweiter Ehe den Unternehmer Albert Winzent.